# Серединна вісь
Серединна вісь фігури є геометричним об'єктом, а саме геометричним місцем точок площин, рівновіддалених від межі фігури (тобто мають, принаймні, дві найближчі точки на межі фігури).
Поняття серединної осі було вперше введено в 1967 році Х. Блюмом при розробці методів аналізу форми біологічних об'єктів.
Алгоритми побудови серединної осі широко використовуються в задачах цифрової обробки зображень, аналізу форми, розпізнавання образів, математичного моделювання.
Серединна вісь тісно пов'язана зі скелетом фігури. Скелет і серединна вісь плоскої фігури є одним і тим же об'єктом з практичної точки зору, а з формальної точки зору відрізняються лише тим, що скелет містить точки межі, в яких вона не буде діференційованою і утворює опуклу вершину, тоді як серединна вісь не містить граничних точок взагалі.

## Визначення
Нехай {\displaystyle \Omega } — плоска фігури, тобто зв'язна компактна множина точок площині, обмежена кінцевим числом непересічних жорданових кривих, і {\displaystyle \Omega ^{c}} — межа фігури.
Позначимо {\displaystyle B(x)} множину граничних точок {\displaystyle \Omega }, найближчих до точки {\displaystyle x\in \Omega } (Евклідовій метриці):{\displaystyle B(x)=\{y\in \Omega ^{c}|d(x,y)=d(x,\Omega ^{c}}
Серединної віссю плоскої фігури {\displaystyle \Omega } називається множина {\displaystyle M_{\Omega }} точок {\displaystyle x\in \Omega }, які мають, принаймні, дві найближчі граничні точки: {\displaystyle M_{\Omega }=\{x\in \Omega |Card(B(x))\geqslant 2\}}
У загальному випадку, серединна вісь може бути аналогічно визначена для об'єкта довільної розмірності. В цьому випадку потрібно, щоб {\displaystyle \Omega } був {\displaystyle n}-мірним зв'язним многовидом з краєм.

## Алгоритми побудови
Більшість алгоритмів побудови серединної осі засновані на апроксимації вихідної фігури багатокутною фігурою з необхідним ступенем точності, побудові діаграми Вороного множини її вершин і відрізків і видаленні з діаграми Вороного деяких дуг і відрізків.